# Fresnal
Fresnal är en ort i Mexiko.   Den ligger i kommunen Ixtaczoquitlán och delstaten Veracruz, i den sydöstra delen av landet, 240 km öster om huvudstaden Mexico City. Fresnal ligger 793 meter över havet och antalet invånare är 850.
Terrängen runt Fresnal är varierad. Runt Fresnal är det ganska tätbefolkat, med 100 invånare per kvadratkilometer. Närmaste större samhälle är Córdoba, 9,5 km nordost om Fresnal. I omgivningarna runt Fresnal växer i huvudsak städsegrön lövskog.